# Hemerobiella oswaldi
Hemerobiella oswaldi là một loài côn trùng trong họ Hemerobiidae thuộc bộ Neuroptera. Loài này được Monserrat miêu tả năm 1998.